# Piano Aremogna
Il piano Aremogna o altopiano dell'Aremogna è un altopiano montano dell'Abruzzo meridionale, sito nel territorio comunale di Roccaraso, nella bassa provincia dell'Aquila, ad una quota media di 1450 m s.l.m., circondato ad ovest dai monti di Roccaraso, sottogruppo del massiccio del monte Greco.
Da esso si dipartono gli impianti di risalita della stazione sciistica di Roccaraso, compresi all'interno del comprensorio sciistico dell'Alto Sangro. Sotto il piano Aremogna a nord, ad una quota di circa 1265 m, è sito l'altopiano delle Cinquemiglia. Il piano Aremogna talvolta fa registrare record negativi di temperatura minima invernale.